# Regina Betancourt

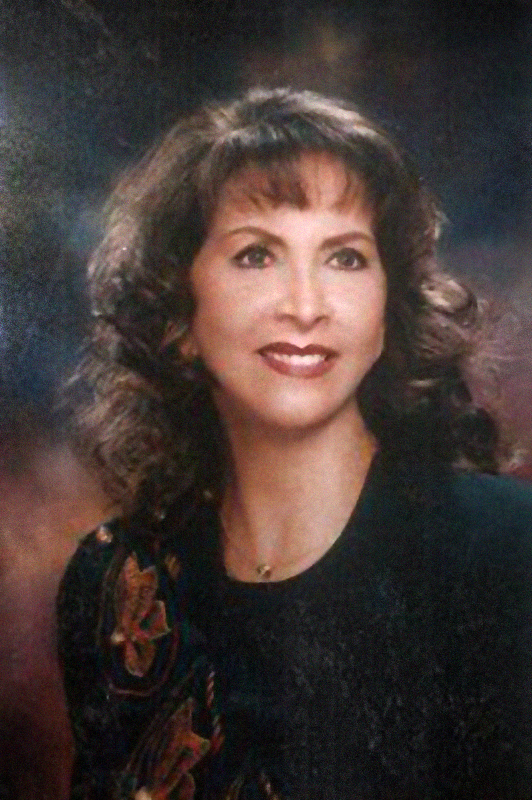
Regina Betancourt de Liska

Regina Betancourt de Liska, auch bekannt unter ihrem Künstlernamen Regina 11 (* 16. Dezember 1936 in Concordia (Antioquia), Kolumbien) ist eine kolumbianische Politikerin und selbst ernannte Mentalistin, Mystikerin und angebliche Geistheilerin.

## Leben
Regina de Jesús wurde am 16. Dezember 1936 als jüngste von 18 Kindern von Juan de Dios Betancourt und Ermilia Ramírez geboren. Mit 17 heiratete sie Luis Restrepo, mit dem sie vier Töchter hatte. Restrepo starb 1959. Im Jahr 1969 heiratete sie den US-amerikanischen Abenteurer Daniel Jay Liska Tikalsky, mit dem sie eine Tochter hatte. 2004 heiratete sie William Coraline; die Ehe wurde 2006 wieder geschieden.

### Politik
Als erste Frau in Kolumbien gründete sie eine eigene Partei, das Movimiento Unitario Metapolítico. Für die Partei saß sie unter anderem im Stadtparlament Bogotá, im Provinzparlament von Cundinamarca sowie 1991 bis 1994 im Oberhaus des Kongress der Republik Kolumbien. Bei der kolumbianischen Präsidentschaftswahl 1994 erreichte sie mit 1,11 % den vierthöchsten Stimmanteil.

### Autorin und Moderatorin
Betancourt de Liska veröffentlichte über 20 Bücher über metaphysische und spirituelle Themen. Zeitweise arbeitete sie als TV-Moderatorin und moderierte eine tägliche Radiotalkshow. 